# Spadochronowe Mistrzostwa Śląska 2021
Spadochronowe Mistrzostwa Śląska 2019 – odbyły się 6 czerwca 2021 na lotnisku Gliwice. Gospodarzem Mistrzostw był Aeroklub Gliwickii, a organizatorem Sekcja Spadochronowa Aeroklubu Gliwickiego. Do dyspozycji skoczków był samolot An-2TD SP-AOB (piloci: Tomasz Jackiewicz i Witold Nowak). Skoki wykonywano z wysokości 1000 m i opóźnieniem 0–5 sekund. Rozegrano po 2 kolejki skoków.

## Rozegrane kategorie
Mistrzostwa rozegrano w czterech kategoriach celności lądowania:
- Indywidualnie
  - Spadochronów szybkich
  - Spadochronów szkolnych.

## Kierownictwo Mistrzostw
- Sędzia główny – Jan Isielenis
- Kierownik sportowy – Jan Isielenis.

Źródło:

## Medaliści
Medalistów Spadochronowych Mistrzostw Śląska 2021 podano za: Jan Isielenis, Archiwum Sekcji Spadochronowej Aeroklubu Gliwickiego, 2021, s. 1–2.
| Konkurencja                         | Złoto           | Srebro          | Brąz             |
| Spadochrony szybkie – indywidualnie | Wojciech Kielar | Mariusz Bieniek | Kamil Więcławik  |
| Spadochrony szkolne – indywidualnie | Eryk Łuczak     | Rafał Snopek    | Stanisław Snopek |

## Wyniki
Wyniki Spadochronowych Mistrzostw Śląska 2021 podano za: Jan Isielenis, Archiwum Sekcji Spadochronowej Aeroklubu Gliwickiego, 2021, s. 1–2.
W Mistrzostwach brało udział 20 zawodników  Polska.

### Klasyfikacja indywidualna (celność lądowania – spadochronyszybkie)

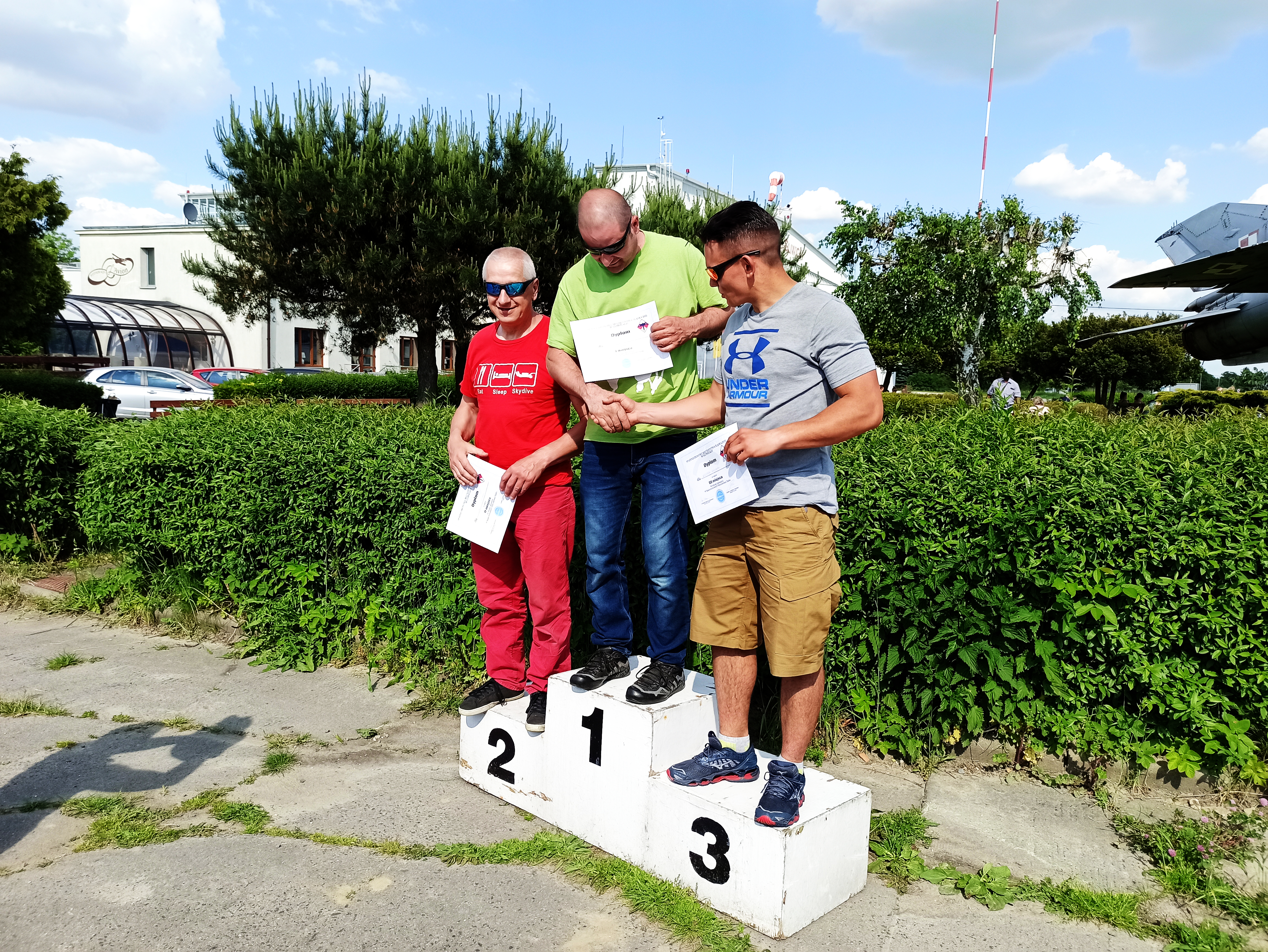
Zwycięzcy w kategorii – spadochrony szybkie

| Miejsce | Imię i nazwisko      | Skok 1  | Skok 2  | Nota łączna |
| ------- | -------------------- | ------- | ------- | ----------- |
| 1.      | Wojciech Kielar      | 0,00 m  | 9,00 m  | 9,00 m      |
| 2.      | Mariusz Bieniek      | 10,00 m | 1,00 m  | 11,00 m     |
| 3.      | Kamil Więcławik      | 7,50 m  | 10,00 m | 17,50 m     |
| 4.      | Rafał Duda           | 8,00 m  | 10,00 m | 18,00 m     |
| 5.      | Jacek Bujny          | 10,00 m | 10,00 m | 20,00 m     |
| 5.      | Jakub Kulawik        | 10,00 m | 10,00 m | 20,00 m     |
| 5.      | Włodzimierz Karsznia | 10,00 m | 10,00 m | 20,00 m     |
| 5.      | Franciszek Kulanek   | 10,00 m | 10,00 m | 20,00 m     |
| 5.      | Damian Nikiel        | 10,00 m | 10,00 m | 20,00 m     |
| 5.      | Marcin Wilner        | 10,00 m | 10,00 m | 20,00 m     |

### Klasyfikacja indywidualna (celność lądowania – spadochronyszkolne)

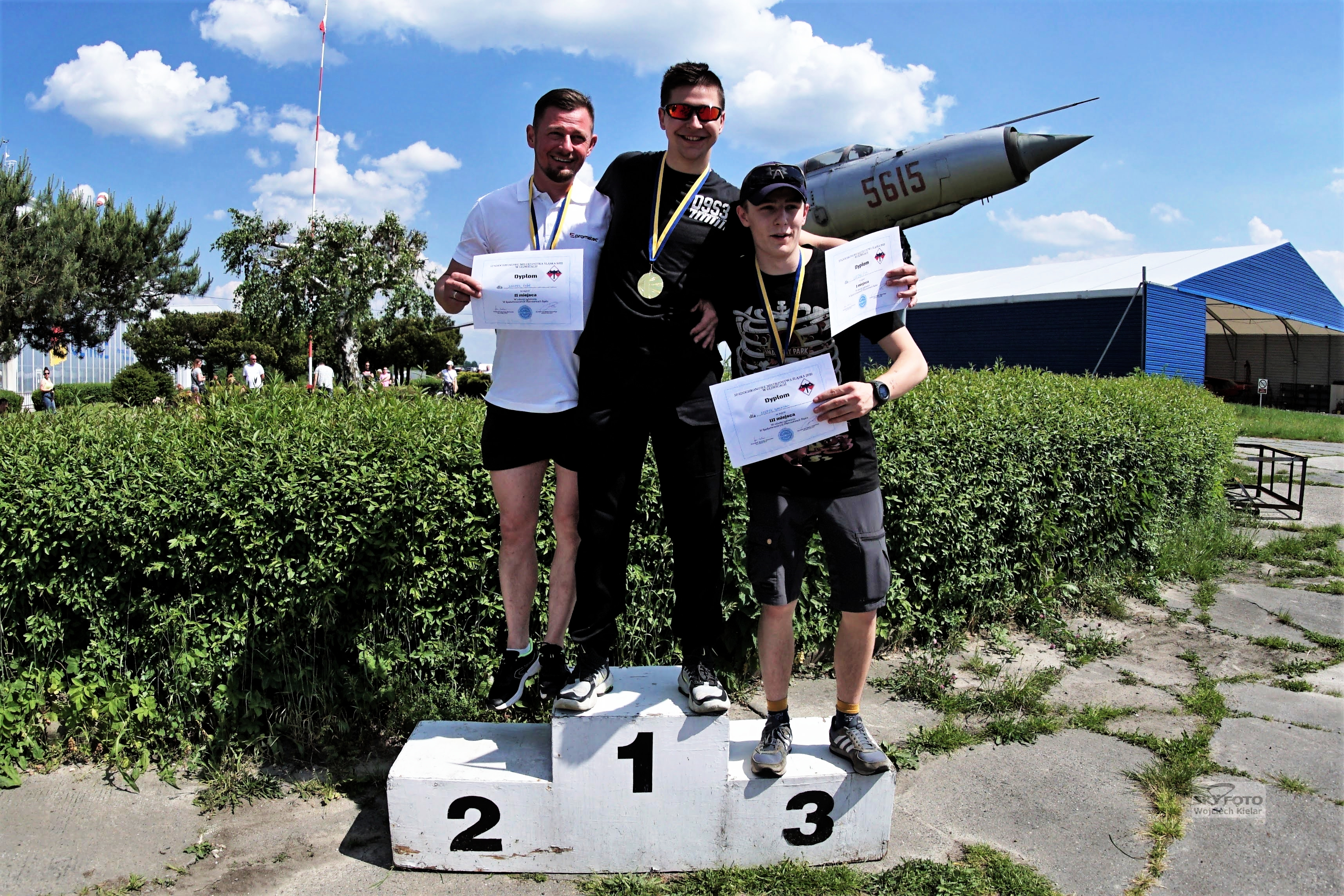
Zwycięzcy w kategorii – spadochrony szkolne

| Miejsce | Imię i nazwisko    | Skok 1 | Skok 2 | Nota łączna |
| ------- | ------------------ | ------ | ------ | ----------- |
| 1.      | Eryk Łuczak        | 8,0 m  | 50,0 m | 58,0 m      |
| 2.      | Rafał Snopek       | 18,0 m | 50,0 m | 68,0 m      |
| 3.      | Stanisław Snopek   | 42,0 m | 50,0 m | 92,0 m      |
| 4.      | Marcin Bogacz      | 50,0 m | 50,0 m | 100,0 m     |
| 4.      | Maciej Dzindzio    | 50,0 m | 50,0 m | 100,0 m     |
| 4.      | Paulina Mostowska  | 50,0 m | 50,0 m | 100,0 m     |
| 4.      | Robert Mazurek     | 50,0 m | 50,0 m | 100,0 m     |
| 4.      | Rafał Ruczka       | 50,0 m | 50,0 m | 100,0 m     |
| 4.      | Arkadiusz Ziarniak | 50,0 m | 50,0 m | 100,0 m     |
| 4.      | Krzysztof Wojtuń   | 50,0 m | 50,0 m | 100,0 m     |

Spadochronowe Mistrzostwa Śląska 2021
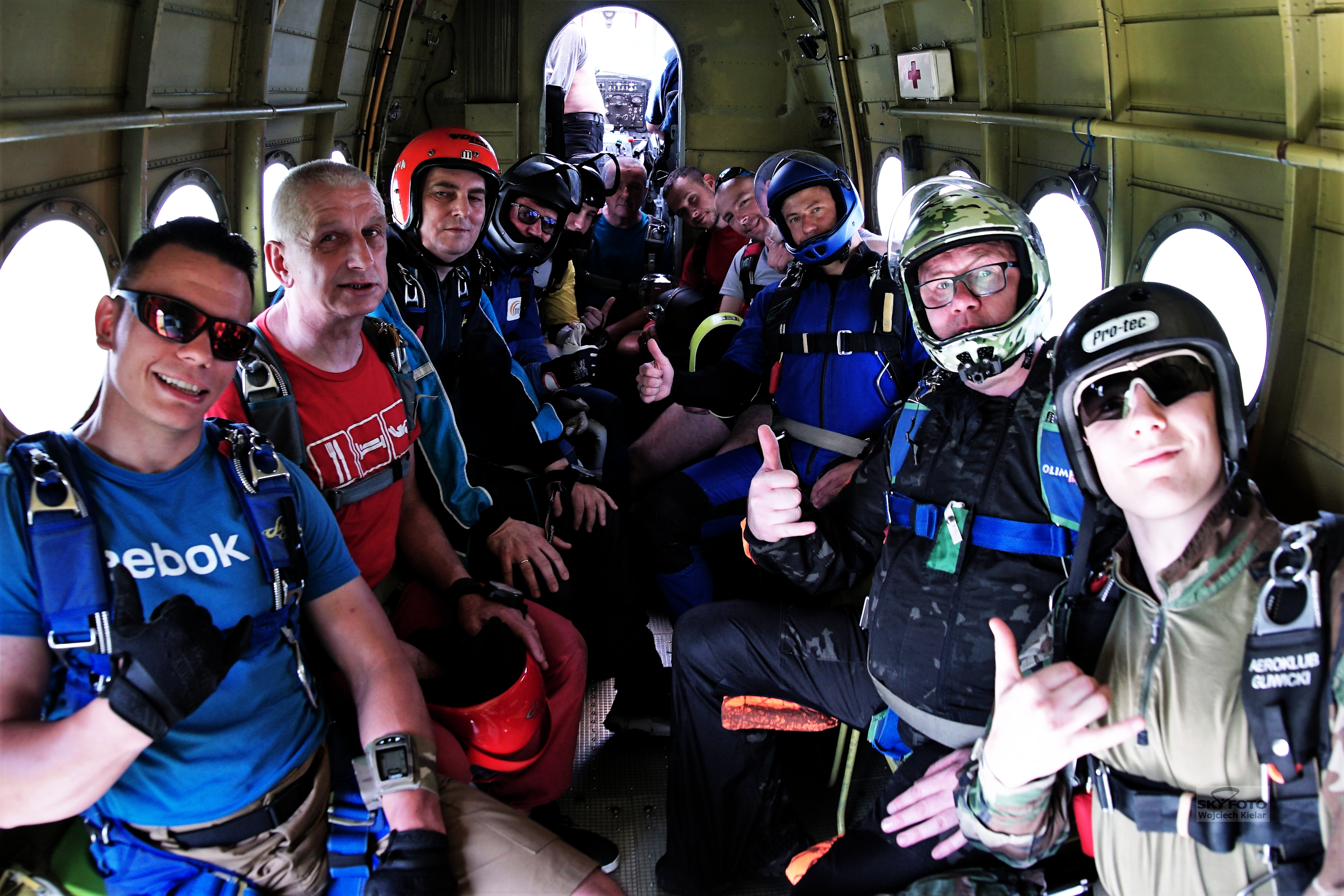
W An-2TD. Od lewej: Kamil Więcławik, Mariusz Bieniek, Marcin Wilner, Włodzimierz Karsnia, Damian Nikiel, Jacek Bujny, Franciszek Kulanek, Jakub Kulawik, Bartłomiej Królikowski, Stanisław Snopek
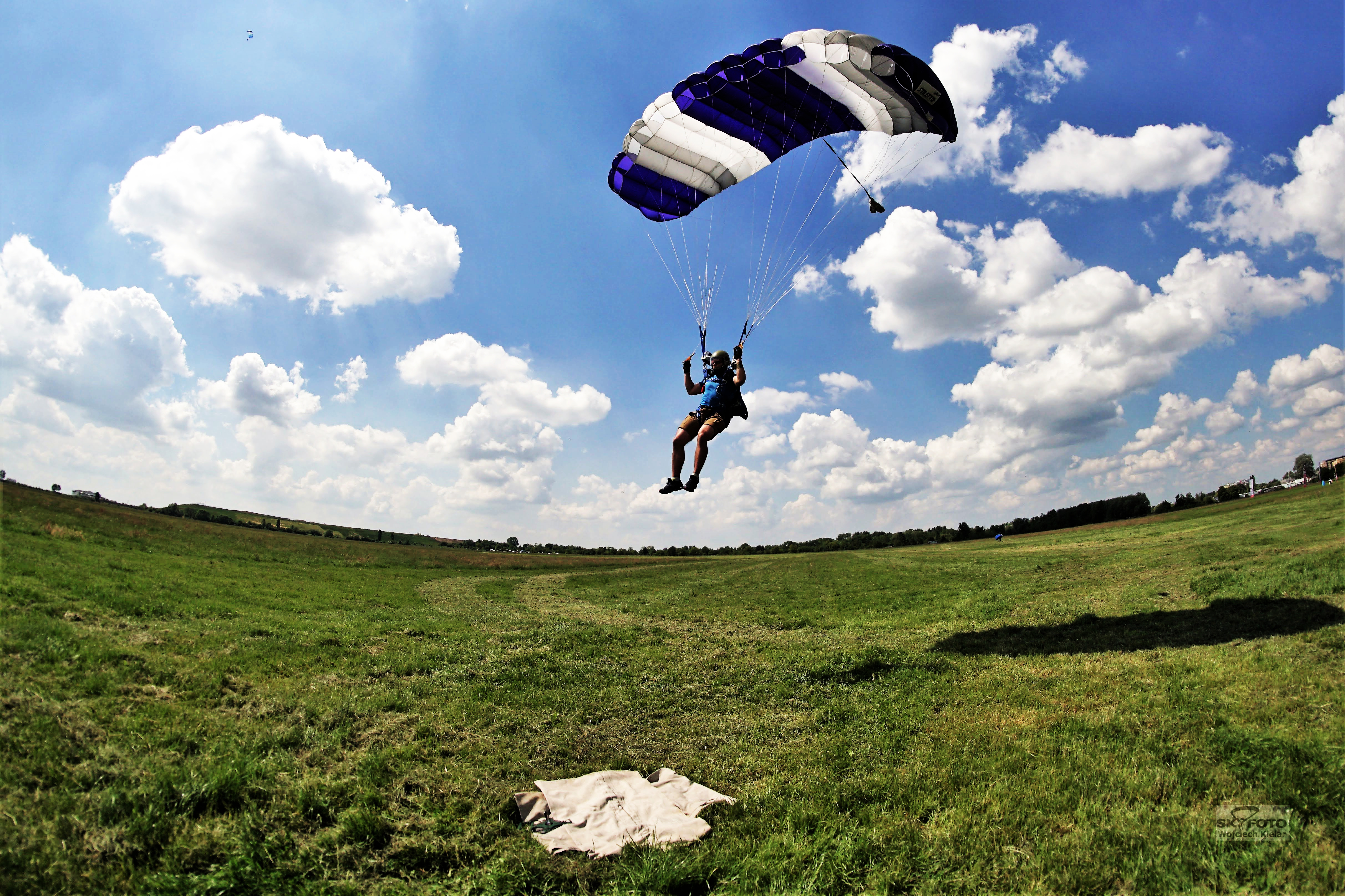
Kamil Więcławik podczas lądowania
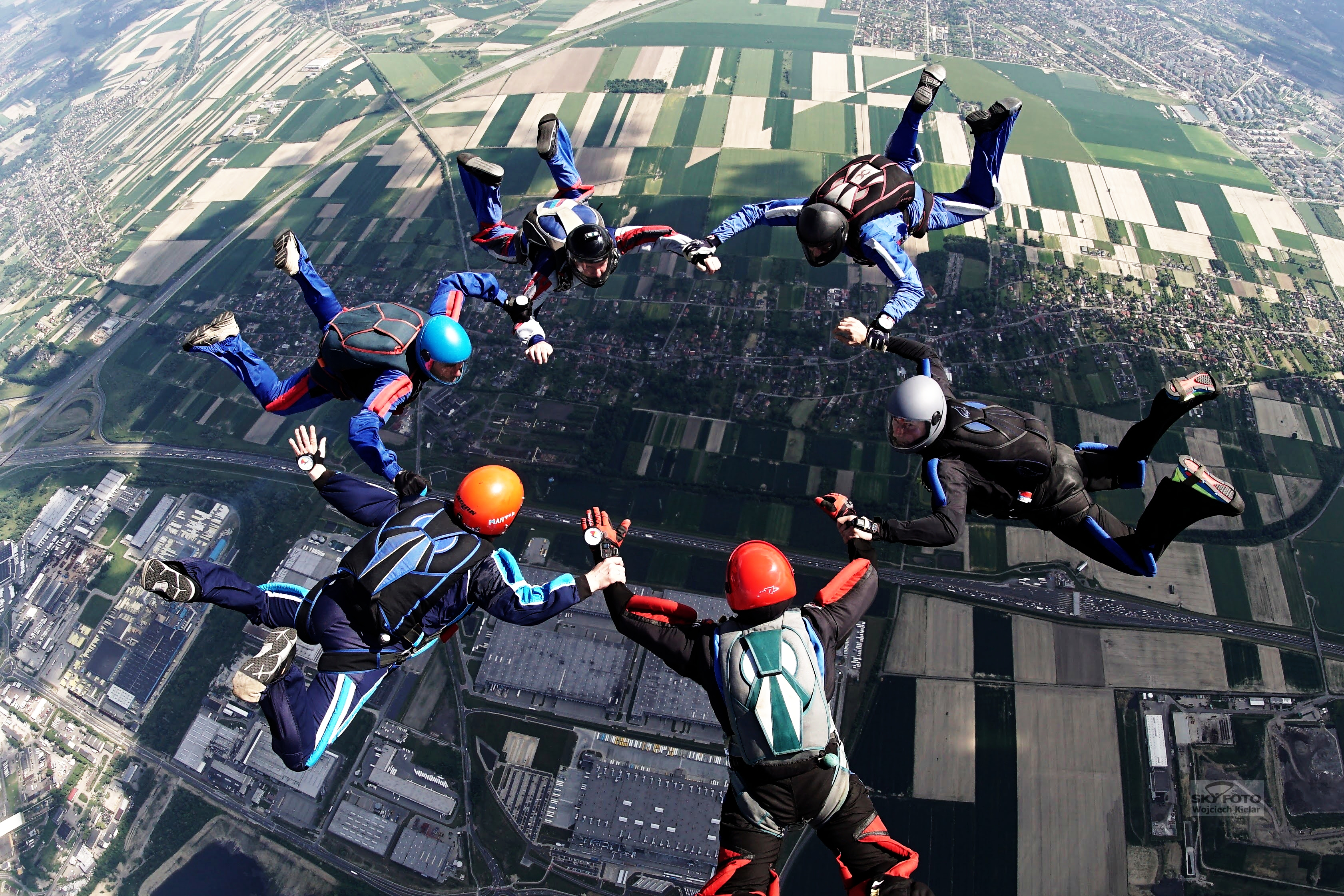
Na zakończenie Mistrzostw wspólna „gwiazda” RW-6: Mariusz Bieniek, Marcin Wilner, Jan Isielenis, Jacek Bujny, Włodzimierz Karsznia, Rafał Duda